# کاکل فیروزه‌ای
مارمولک کاکل فیروزه‌ای، مارمولک کاکل‌آبی، مارمولک جنگلی چینی-هندی یا چینی-هندی خون‌آشام، (نام علمی: Calotes mystaceus) یک مارمولک از تیره آگامایان است که در جنوب شرق آسیا یافت شده‌است.